# Akropolis-Turnier 2000
Die 14. Auflage des Akropolis-Basketball-Turniers 2000 fand zwischen dem 1. und 3. September 2000 im Vorort Marousi von Athen statt. Ausgetragen wurden die insgesamt sechs Spiele in der Olympiahalle.
Neben der gastgebenden Griechischen Nationalmannschaft nahmen auch die Nationalmannschaften aus Russland und Ungarn teil. Das Teilnehmerfeld komplettierte die Nationalmannschaft aus Brasilien, die erstmals am Turnier teilnahm.
Als MVP des Turniers wurde der Grieche Fragiskos Alvertis ausgezeichnet.

## Begegnungen
| 1. September 2000 | Russland     | 93 - 75 | Brasilien |
| 1. September 2000 | Griechenland | 86 - 51 | Ungarn    |
| 2. September 2000 | Russland     | 80 - 67 | Ungarn    |
| 2. September 2000 | Griechenland | 80 - 41 | Brasilien |
| 3. September 2000 | Brasilien    | 70 - 55 | Ungarn    |
| 3. September 2000 | Griechenland | 69 - 65 | Russland  |

## Tabelle
| Rang | Land         | Punkte | Körbe   |
| ---- | ------------ | ------ | ------- |
| 1    | Griechenland | 6      | 235-157 |
| 2    | Russland     | 5      | 238-211 |
| 3    | Brasilien    | 4      | 186–228 |
| 4    | Ungarn       | 3      | 173–236 |